# Мацуда, Сэйко
Сэйко Мацуда (яп. 松田 聖子 Мацуда Сэйко, имя при рожд. Норико Камати, род. 10 марта 1962 в Курумэ, префектура Фукуока, Япония) — японская певица (идол) и актриса, одна из самых популярных японских певцов-идолов всех времён.
Дебютировала в 1980 году, во времена расцвета японской идольной индустрии.
Её сравнивают с Мадонной по скандалам в прессе и тому, как на протяжении карьеры она преображалась в новых имиджах. К 2009 году певица поставила рекорд по количеству альбомов, одновременно находящихся в первой сотне Орикона (с 13 альбомами, обойдя Хибари Мисору с двенадцатью.) Также по состоянию на 2011 год она была в первой тройке исполнителей по количеству альбомов, побывавших на 1 месте в Японии.
Японская пресса окрестила Сэйко Мацуду «Вечным идолом» за продолжительность карьеры. Музыкальный сайт AllMusic же просто называет её японским идолом номер один.

## Личная жизнь
В 1983 году Сэйко встречалась с певцом Хироми Го, однако его традиционное воспитание в случае женитьбы вынудило бы её отказаться от сцены и стать домохозяйкой, и Сэйко предпочла порвать с Го. Её примеру в 1980-1990-х годах последовали многие японки, не оставив работу после замужества.
Сэйко трижды выходила замуж. Первый брак с актёром Масаки Кандой продлился двенадцать лет, с 1985 по 1997-й. В этом браке родилась единственная дочь певицы, Саяка (1986–2021), ставшая актрисой и певицей, как и её родители. Второй её муж, брак с которым завершился в 2000 году, Хироюки Хатано, был стоматологом. В 2012 году Канда в своём веб-блоге объявила, что вышла замуж в третий раз, за Хиромасу Кавану, профессора университета.

## Дискография
- См. статью «Seiko Matsuda § Discography» в английском разделе.

## Фильмография
- См. статью «Seiko Matsuda § Filmography» в английском разделе.